# Lyle (nome)
Lyle  è un nome proprio di persona inglese maschile.

## Origine e diffusione
Riprende il cognome inglese Lyle, basato sul termine normanno l'isle, che vuol dire "l'isola"; il cognome, che venne portato in Inghilterra dai Normanni, denotava in origine una persona abitante su un'isola.

## Onomastico
Questo nome è adespota, ossia non è portato da alcun santo; l'onomastico ricorre quindi il 1º novembre, in occasione di Ognissanti.

## Persone

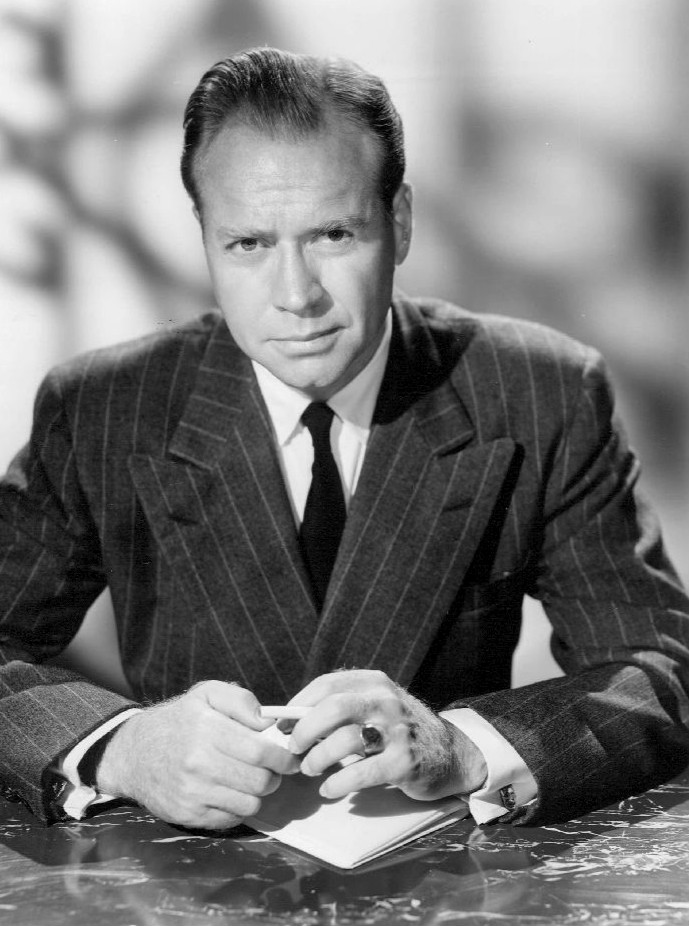
Lyle Bettger

- Lyle Ashton Harris, artista nativo americano
- Lyle Berman, giocatore di poker, imprenditore e dirigente d'azienda statunitense
- Lyle Bettger, attore statunitense
- Lyle Blackwood, giocatore di football americano statunitense
- Lyle Campbell, linguista statunitense
- Lyle Lovett, musicista, cantante, attore e produttore discografico statunitense
- Lyle Mays, pianista, tastierista e organista statunitense
- Lyle Rains, informatico statunitense
- Lyle Talbot, attore statunitense
- Lyle R. Wheeler, scenografo statunitense

## Il nome nelle arti
- Lyle Bolton, più noto come Lock-Up, è un personaggio dei fumetti DC Comics.
- Lyle Norg, noto anche come Invisible Kid, è un personaggio dei fumetti DC Comics.
- Lyle Lipton è un personaggio della webserie animata Helluva Boss.